# Districte de Diessenhofen
El districte de Diessenhofen és un dels vuit districtes del cantó suís de Turgòvia. Té 6 413 habitants (cens de 2007) i una superfície de 41,2 km². Està format per 3 municipis i el seu cap és Diessenhofen

## Municipis
| Nom                     | Habitants (31.12.2007) | Superfície en km² |
| Basadingen-Schlattingen | 1679                   | 15.7              |
| Diessenhofen            | 3160                   | 10.0              |
| Schlatt                 | 1574                   | 15.5              |